# Космач (Албанија)
Космач је насеље које је било у саставу некадашње општине Бушат у близини Скадра, Албанија. Од 2015. дио је општине Вау-Дејс.
Иван Јастребов пише да цар Стефан Душан, док је живио у Скадру, није имао посебних палата, али његова љетна резиденција коју му је отац једном развалио као казну за његово слободоумно понашање према оцу, није се одликовалла нарочитим сјајем. Та резиденција је била на обали ријеке Дрима између Дањa и села Бушата, код мјесташцета које се звало, а и данас се зове, Космач. Ту су касније биле и бушатлијске паше, а резиденција је изграђена од облутака из ријеке Дрима.
Источно од овог села је село Стајка, које је у вријеме Црнојевића било православно.